# Favonio Eulogio
Favonio Eulogio (in latino Favonius Eulogius; fl. 375–383) è stato un retore romano della fine del IV secolo. Fu discepolo di Agostino d'Ippona fra il 375 e il 383 e operò a Cartagine.

## Biografia
È noto per un episodio narrato dal suo maestro, che lo rende identificabile con il Favonio autore dell'operetta Disputatio de somnio Scipionis. Il suo scritto lo pone fra gli studiosi neopitagorici e neoplatonici.
La Disputatio, dedicata a Superio, vir clarissimus atque sublimis, è suddivisa in due parti: la prima è dedicata all'aritmologia; la seconda espone in breve la teoria musicale greca.